# ブライアン・ウィリアムズ (ジャーナリスト)
ブライアン・ダグラス・ウィリアムズ（Brian Douglas Williams、1959年5月5日 - ）は、アメリカ合衆国のNBCの夕方のニュース番組『NBCナイトリーニュース』のアンカーを務めていたことで知られる、ニュース専門チャンネルのMSNBCのチーフアンカーである。
2007年には『タイム100』の「世界で最も影響力のある100人」にも選ばれた。

## 生い立ち
ウィリアムズはアイルランド系カソリックの裕福な家庭に生まれた。母はドロシー・メイ(旧姓パンペル)、父はニューヨークの全米小売商協会の元取締役副社長のゴードン・ルイス・ウィリアムズ。ウィリアムズは4人きょうだいの末っ子であった。幼少期、ニュージャージー州リッジウッドからニューヨーク州エルマイラに転居した。エルマイラで約10年居住し、中学生の頃にニュージャージー州ミドルタウンに転居した。
ミドルタウンのニュー・モンマス地区にあるローマ・カソリック系のメイター・デイ高等学校を卒業した。高校時代の3年間、ミドルタウン地区消防局でボランティア消防隊員を務めた。パーキンス・パンケーキ・ハウスでウエイター助手をしたのが初めての労働であった。
高等学校卒業後、ブルックデイル・コミュニティ・カレッジに進学し、その後カソリック大学、さらにジョージ・ワシントン大学に編入した。しかし卒業せずに当時のジミー・カーター大統領政権でインターンとして働いた。退学についてウィリアムズは現在遺憾に思っている。ウィリアムズは計18単位を取得した。

## テレビでの初期の経歴
1981年にカンザス州ピッツバーグのKOAM-TVで初めてテレビ局での仕事を始めた。翌年よりワシントンD.C.のWTTG、その後ペンシルベニア州フィラデルフィアのWCAU、その後CBS系テレビ局で記者として活躍した。1987年初頭、ニューヨークのWCBSで活動し始めた。1993年からNBCニュースに参加し、全国放送の週末版NBCナイトリーニュースのアンカーおよびホワイトハウスのチーフ特派員を務め、その後MSNBCとCNBCで放送される『The News With Brian Williams 』のアンカーおよび編集長に就任した。

## 『ナイトリー・ニュース』
2004年12月2日から平日版『NBCナイトリーニュース』のアンカーを務め、初年度にスマトラ島沖地震、ハリケーン・カトリーナを報じた。NBCの人事部は津波およびニューオリンズ・スーパードーム内部からのカトリーナについての彼の報道への業界観測筋からの称賛により、『NBCナイトリーニュース』は前任のトム・ブロコウよりもウィリアムズの番組であると認識している。彼の活躍によりNBCはピーボディ賞を獲得することができた。ピーボディ選考委員会はウィリアムズおよび『ナイトリー・ニュース』のスタッフについて「ハリケーン・カトリーナの報道の素晴らしさは非常に高いレベルである」と評した。またウィリアムズはハリケーンの報道でジョージ・ポルク賞を受賞した。
2007年前半、『ナイトリー・ニュース』は『ABCワールドニュース』より視聴率で負けたが、後半に巻き返し、2008年初秋には大幅に引き離した。マーケットウォッチのジョン・フリードマンによりウィリアムズはウォルター・クロンカイトに匹敵すると評された。
『NBCナイトリー・ニュース』をトム・ブロコウから引き継いだ際の年俸は800万ドルで、2006年10月、1千万ドルに上がったと報じられた。

## 『ロック・センター・ウィズ・ブライアン・ウィリアムズ』
2011年10月4日火曜日、ウィリアムズはドラマ『The Playboy Club 』の打ち切り後の10月31日月曜日東部標準時22時からニュースマガジン番組『ロック・センター・ウィズ・ブライアン・ウィリアムズ』の司会を務めることが発表された。ニューヨークのランドマークであるNBCスタジオがあるロックフェラー・センターのニックネームに因み名付けられた。プライムタイムに放送されるNBCのニュース番組はこの約20年で初めてであった。
2013年5月10日、NBCは視聴率低迷と恒久的な放送時間帯を決めることができなかったことから『ロック・センター』を打ち切ることを決定した。6月21日、最終回が放送された。ウィリアムズはこの打ち切りを屈辱的に感じていると報じられた。

## その他の出演
ジョン・スチュワートによる『ザ・デイリー・ショー』のセレブリティ・ゲスト・インタビューに度々出演している。デイン・クックが司会の『サタデー・ナイト・ライブ』第32シーズン第1回の『ウィークエンド・アップデート』のコーナーに出演し、その後第33シーズンの2007年11月3日、2007年-2008年全米脚本家組合ストライキ前の最後の放送で司会を務めた。これによりウィリアムズは『サタデー・ナイト・ライヴ』において最初で現在の所唯一司会を務めたアンカーとなった。
2010年2月22日、バンクーバーオリンピックの中継中、カナダのCTVの同姓同名のスポーツキャスターであるブライアン・ウィリアムズとCTVオリンピックのセットで共演した。複数のメディアが1988年カルガリーオリンピックのフィギュア・スケートで起こったブライアン・オーサー(カナダ)とブライアン・ボイタノ(アメリカ)の対決になぞらえ、NBCのウィリアムズの地味なセットとCTVの豪華なオリンピック中継のセットを比較し「ブライアン対決」と記した。
『レイト・ナイト・ウィズ・ジミー・ファロン』にレギュラー出演し、ハウスバンドのザ・ルーツをバックにそれまでの1週間のニュースをウィリアムズが語り、ジミー・ファロンが歌で繰り返すスロウ・ジャムを披露していた。またライバル局であるCBCで放送されているにもかかわらず『レイト・ショー・ウィズ・デイヴィッド・レターマン』にも何度も出演した。2011年7月26日の放送では、テレビ・パーソナリティのレジス・フィルビンの物真似を披露した。『レイト・ナイト・ウィズ・コナン・オブライエン』にも何度か出演し、インタビューやその他のコーナーに登場した。
NBCのコメディ・ドラマ『30 ROCK/サーティー・ロック』に風刺化された本人役で度々ゲスト出演した。第3シーズン『選ばれし者(The Ones )』のエピソードで、ウィリアムズはトレイシー・ジョーダン(トレイシー・モーガン)のための提案の電話を自宅で受ける。第4シーズン『Audition Day 』のエピソードで、ウィリアムズはTGSの新しい出演者をオーディションする。またウィリアムズは劇中でリズ・レモン(ティナ・フェイ)を嘲ったこともある。2012年4月、第6シーズン生放送でアポロ13号のニュースを報じるアンカーを演じた。
2007年、『セサミストリート』のスペシャル版に出演し、今日の言葉として「squid (イカ)」と発表した。2008年、再度『セサミストリート』に出演し、『セサミストリート・ナイトリー・ニュース』のコーナーで自身も被害に遭った突発性Mine-itisについて報じた。2009年、『セサミワークショップ・ベネフィット・ガラ』の司会を務めた。
2012年5月、ナショナル・モールで行なわれたジョージ・ワシントン大学の卒業式でスピーチを行なった。
2013年、息子ダグラスが卒業するイーロン大学卒業式でスピーチを行なった。
2014年5月22日、学生が作成した動画がきっかけとなりテネシー州ナッシュビルにあるリプスコム大学で行なわれたヒルウッド高等学校の卒業式でスピーチを行なった。
2024年10月17日、Amazon.comは同年11月5日に実施予定の2024年アメリカ合衆国大統領選挙開票速報番組のキャスターとして、ウィリアムズを起用することを発表した。

## 虚偽発言問題
2015年1月に、それまで12年間に渡ってウィリアムズが何度も繰り返し語ってきた「2003年に米軍ヘリコプターでイラク取材中に地上からロケット砲で攻撃され、被弾するという恐怖を体験した」という話が事実に反すると元兵士から抗議され、同年2月に、嘘であったことを認めた。実際には、米軍ヘリ3機が砲火を浴びた1時間後に同じ地域を飛んだ別のヘリに搭乗したにすぎず、攻撃も被弾もなかった。「記憶違いだった」と自身の番組で釈明し謝罪したが、NBCは、ナイトリー・ニュースの一時降板、半年間の無給処分を決めた。2005年のハリケーン・カトリーナの被災地取材の際に目撃したとされる話にも虚偽が疑われており、調査された。2015年6月に正式に降板が決定。2015年9月にMSNBCのチーフアンカーとして復帰した。

## 私生活
1986年6月7日、コネチカット州ニュー・カナンのFirst Presbyterian Church でジェーン・ギラン・ウィリアムズ(旧姓スタダード)と結婚した。現在ニュー・カナンで妻と子、アリソン、ダグラスおよび2匹の犬と共に暮らしている。娘アリソン・ウィリアムズは女優で、現在HBOの『Girls 』に出演中である。
2005年、ベイツ大学から文学の名誉博士号を授与された。

### NASCAR
ウィリアムズは地方、全国にかかわらずNASCARの熱狂的ファンである。幼少期、ニューヨーク州北部全土で行なわれたダート・トラックでのレースに参加したのが最初であった。
1999年スプリントカップ・シリーズにおいてホームステッド＝マイアミ・スピードウェイで行なわれたペンゾイル400がNBCで『NASCAR on NBC 』として初めて放送され、ウィリアムズはスタジオで司会を務めた。2年後の2001年、ニューヨークで行なわれたNASCAR祝勝会で、ウィリアムズは数ヶ月前にデイトナ500で亡くなったデイル・アーンハートのトリビュート・ビデオの司会を務めた。アーンハートとウィリアムズは親友であった。
2012年の野球をテーマにした『ロック・センター・ウィズ・ブライアン・ウィリアムズ』のコマーシャルで出演者達は野球のユニフォームを着用した。ウィリアムズはカンザスシティ・ロイヤルズ監督のネッド・ヨストに似たユニフォームで、アーンハートとの友情の証に背番号3をつけた。

### ニューヨーク・ジャイアンツ
ウィリアムズはNFLのニューヨーク・ジャイアンツのファンでもある。第46回スーパーボウルでジャイアンツが優勝した際、ウィリアムズはファンであることを公表しただけでなく、ジャケットの下にジャイアンツのユニフォームと、セーターに似た灰色のネクタイをしていた。

## テレビ
| 年        | 題                                 | 役   | 初登場エピソード | 特記     |
| --------- | ---------------------------------- | ---- | ---------------- | -------- |
| 2009-2012 | 30 ROCK/サーティー・ロック 30 Rock | 本人 | The Ones         |          |
| 2013      | ファミリー・ガイ Family Guy        | 本人 | "Space Cadet"    | 声の出演 |
| 2013      | The Soup                           | 本人 |                  |          |

## タイムライン
- 1981: KOAM-TV
- 1982-1986: WTTG-TV 特派員
- 1985: 『Panorama 』司会
- 1985–1987: WCAU-TV ニュージャージー特派員
- 1987–1993: WCBS-TV 平日昼間版アンカー、週末夜版ニュースキャスター、リポーター

- 1993–現在: NBCニュース
  - 1993–1994: 特派員
  - 1993–1999: 『NBCナイトリーニュース』週末版アンカー
  - 1994–1996: ホワイトハウス特派員
  - 1996–2004: 『ザ・ニュース・ウィズ・ブライアン・ウィリアムズ』アンカー
  - 2004–現在: NBCニュース、アンカー
  - 2004–2015: 『NBCナイトリーニュース』アンカー
  - 2011–2013: 『ロック・センター・ウィズ・ブライアン・ウィリアムズ』司会